# Futbalový štadión Čaňa
Futbalový štadión Čaňa – stadion piłkarski w miejscowości Čaňa, na Słowacji. Obiekt może pomieścić 3500 widzów. Swoje spotkania rozgrywają na nim piłkarze klubu FK Čaňa. W sezonach 2000/2001 i 2002/2003 stadion gościł mecze słowackiej II ligi z udziałem tego zespołu.